# ويليام كينج نويل
 ويليام كينج نويل، إيرل لوفليس الأول، (21 فبراير 1805 - 29 ديسمبر 1893)، الملقب باللورد كينج من 1833 إلى 1838، كان نبيلًا وعالمًا إنجليزيًا. كان زوجًا لابنة اللورد بايرون آدا، التي يُذكرها اليوم باعتبارها عالمة كمبيوتر رائدة.

### النشأة
```
كان لوفليس الابن الأكبر لبيتر كينج، بارون كينج السابع، وزوجته السيدة هيستر فورتسكو، حفيدة جورج جرينفيل. السياسي هون. كان بيتر جون لوك كينغ شقيقه الأصغر.
```

تلقى تعليمه في إيتون وترينيتي، والتحق بالسلك الدبلوماسي وأصبح سكرتيرًا للورد نوجنت. نجح في البارونية عام 1833 بعد وفاة والده. قام بأعمال معمارية في منازله.

### زواجه الأول
في عام 1835، تزوج اللورد كينغ (كما كان آنذاك) زوجته الأولى أدا بايرون، الابنة الوحيدة للشاعر اللورد بايرون وزوجته آن إيزابيلا ميلبانك. وتم إنشاء فيسكونت أوكهام وإيرل لوفليس في عام 1838، وعُين اللورد ملازم ساري في عام 1840، وهو المنصب الذي شغله حتى وفاته. تم اختيار لقب لوفليس للإشارة إلى حقيقة أن آدا كانت، من خلال عائلات بايرون وميلبانك ونويل ولوفليس، من نسل بارونز لوفليس المنقرض. كان للزوجين ثلاثة أطفال: بايرون (مواليد 1836)، آن (مواليد 1837)، ورالف (مواليد 1839). توفيت الليدي لوفليس عام 1852، تاركة زوجها أرملًا في الأربعينيات من عمره.
في عام 1860، خلف بايرون، الابن الأكبر لإيرل، جدته لأمه ليصبح البارون وينتورث الثاني عشر وفقًا لما تبقى منه. ومع ذلك، فقد توفي، وهو لا يزال غير متزوج، بعد عامين فقط، وأصبح شقيقه رالف بارون وينتورث الثالث عشر. في عام 1861، اتخذ رالف بترخيص ملكي لقب ميلبانكي بدلاً من نويل.

### مناصب فخرية
تم تعيين اللورد لوفليس عقيدًا في ميليشيا ساري الملكية الثانية في 14 أغسطس 1852. واستقال من هذه القيادة في 11 أبريل 1870، عندما تم تعيينه عقيدًا فخريًا للفوج (الذي أصبح الكتيبة الثالثة)، الملكة (فوج ويست ساري الملكي)، أ المنصب الذي شغله حتى وفاته. بموجب الترخيص الملكي، في عام 1860، اتخذ لقب نويل الإضافي وشعاريه، بالإضافة إلى شعار وينتورث.

### زواجه الثاني
في عام 1865 تزوج مرة أخرى من الأرملة جين كروفورد جينكينز. كان لديهم طفل واحد، ليونيل (1865-1929)، الذي نجح في نهاية المطاف في منصب إيرل لوفليس الثالث في عام 1906.

### الممتلكات
كان للورد لوفليس ثلاثة منازل: أوكهام بارك، ساري؛ عقار بن دامف في بحيرة لوخ توريدون في روس شاير؛ ومنزل في لندن..

### أبراج هورسلي
استحوذ اللورد لوفليس على أبراج هورسلي (فندق الآن) في شرق هورسلي وكان راعي كنيسة الرعية التي قامت بتمويل إعادة بناء المذبح وصحن الكنيسة في عام 1869. كما أعاد بناء جدار باحة الكنيسة الذي تضمن عددًا من السمات المعمارية مثل شرفة المراقبة وجدرانها المنقوشة على شعار العائلة. لقد خطط لوفاته قبل 20 عامًا من وفاته عندما بدأ العمل في ضريح في زاوية أخرى من باحة الكنيسة. وقد تم ترميم هذا الضريح حديثاً.
كان لديه خمسة عشر جسرًا، تُعرف باسم جسور لوفليس، تم بناؤها على ممتلكاته في شرق هورسلي لتسهيل نقل الأخشاب بواسطة العربات التي تجرها الخيول. تم بناء الجسور حيث عبرت المسارات الجسور أو الطرق الموجودة. ولا تزال عشرة جسور موجودة.

### عقارات بن دامف
في عام 1886، اشترى إيرل Ben Damph Lodge والعقار الرياضي المحيط به الذي تبلغ مساحته 12000 فدان في الطرف الشرقي من بحيرة Loch Torridon، في روس شاير، اسكتلندا. في عام 1889، أصبح مروجًا لسكة حديد أولتبيا.

### موته وورثته
عند وفاته في 29 ديسمبر 1893، انتقلت ألقابه مثل إيرل لوفليس وفيسكونت أوكهام وبارون كينج إلى ابنه الثاني (والأكبر الذي ما زال على قيد الحياة) رالف، الذي كان بالفعل البارون وينتورث الثالث عشر. تم دفن إيرل لوفليس الأول في ضريحه في باحة كنيسة مارتن، شرق هورسلي، والتي لا تزال تحتوي على قبره وقبر زوجته الثانية.